# Lussac-les-Châteaux

Lussac-les-Châteaux este o comună în departamentul Vienne, Franța. În 2009 avea o populație de 2,351 de locuitori.